# Bonthainvliegenvanger
De bonthainvliegenvanger (Ficedula bonthaina) is een zangvogel uit de familie van vliegenvangers (Muscicapidae). De vogel werd in 1896 door Ernst Hartert geldig beschreven. Het is een bedreigde endemische vogelsoort op het Indonesische eiland Sulawesi.

## Kenmerken
De vogel is 10 tot 11 cm lang en lijkt het meest op de kleine vliegenvanger. Het is een weinig opvallend gekleurde vogel. Het mannetje is van boven olijfbruin en de bovenkant van de staart is kastanjebruin. De bovenkant van de borst is warm oranjebruin met een oranje vlek op het voorhoofd. De buik is grijs tot wit en aan de flanken meer grijsbruin. Bij het vrouwtje is de borst veel valer roodbruin.

## Verspreiding en leefgebied
Deze soort is een bewoner van dichte ondergroei in montaan tropisch bos boven de 1000 m boven zeeniveau op Sulawesi. Door zijn voorkeur voor ondergroei wordt de vogel ook waargenomen in uitgekapt bos waarin spontane opslag van bijvoorbeeld schroefpalm woekert.

## Status
De bonthainvliegenvanger heeft een beperkt verspreidingsgebied en daardoor is de kans op uitsterven aanwezig. De grootte van de populatie werd in 2016 door BirdLife International geschat op 2,5 tot 10 duizend volwassen individuen en de populatie-aantallen nemen af door habitatverlies. Het leefgebied wordt aangetast door ontbossing waarbij natuurlijk bos wordt omgezet in gebied voor agrarisch gebruik en menselijke bewoning in het kader van transmigrasiprojecten, vooral op hoogten onder de 1500 m. Om deze redenen staat deze soort als bedreigd op de Rode Lijst van de IUCN.